# Bahnstrecke Esperstedt–Oldisleben
| Streckennummer: | 6735                   |                                     |                                     |
| Kursbuchstrecke: | 159 (1934) 185f (1955) |                                     |                                     |
| Streckenlänge: | 4,295 km               |                                     |                                     |
| Spurweite: | 1435 mm (Normalspur)   |                                     |                                     |
| |                        |                                     |                                     |
| \| \| \| von Bretleben \| \| \| \| 0,00 \| Esperstedt (Kyffh) (früher Bahnhof) \| Esperstedt (Kyffh) (früher Bahnhof) \| \| \| \| nach Sondershausen \| \| \| \| 4,30 \| Oldisleben \| Oldisleben \| |                        |                                     |                                     |
| Strecke (außer Betrieb) |                        | von Bretleben                       | von Bretleben                       |
| Haltepunkt / Haltestelle (Strecke außer Betrieb) | 0,00                   | Esperstedt (Kyffh) (früher Bahnhof) | Esperstedt (Kyffh) (früher Bahnhof) |
| Abzweig geradeaus und nach rechts (Strecke außer Betrieb) |                        | nach Sondershausen                  | nach Sondershausen                  |
| Kopfbahnhof Streckenende (Strecke außer Betrieb) | 4,30                   | Oldisleben                          | Oldisleben                          |

Die Bahnstrecke Esperstedt–Oldisleben (Esperstedt-Oldislebener Eisenbahn) wurde von der
Centralverwaltung für Secundairbahnen Herrmann Bachstein (CV) am 4. Mai 1907 eröffnet. Dafür waren zwei Konzessionen erforderlich, denn Esperstedt, der Ausgangspunkt der vier Kilometer langen Strecke, lag im Fürstentum Schwarzburg-Rudolstadt, der Endpunkt Oldisleben im Großherzogtum Sachsen-Weimar-Eisenach; Zwischenstationen gab es nicht.
Die Bahn war als Teil einer Strecke von Esperstedt nach Greußen geplant. Wegen des Kalibergwerks (Kaliwerk Gewerkschaft Großherzog Wilhelm Ernst) und der Zuckerfabrik Oldisleben wurde der Bau dieses Abschnitts vorgezogen. Er brachte auch zunächst die erwarteten Einnahmen. Als diese aber nach der Einstellung der Kaliförderung 1922 erheblich zurückgingen, war die Existenz der Bahn gefährdet. Sie wurde dadurch gesichert, dass die CV den – rechtlich unselbständigen – Betrieb im Jahre 1923 in die neu gegründete Thüringische Eisenbahn-AG (Theag) eingliederte.
Nach dem Zweiten Weltkrieg verstaatlichte das Land Thüringen die Theag. Seit dem 1. April 1949 gehörte die Strecke zur Deutschen Reichsbahn. Diese stellte am 31. Mai 1959 den Personenverkehr ein, obwohl der in jener Zeit mit fünf bis sechs täglichen Zugpaaren einen vorher nie gekannten Aufschwung genommen hatte. Der Güterverkehr wurde noch bis zum 30. Juni 1992 durchgeführt. Offizielles Datum der Stilllegung war der 22. Mai 1993.
Nachdem Reaktivierungsabsichten der  Deutschen Regionaleisenbahn im Güterverkehr 2009 gescheitert waren, wurde die Strecke am 1. Juni 2012 entwidmet.